# Calmanesia erinaceus
Calmanesia erinaceus är en kräftdjursart som beskrevs av Barnard 1958. Calmanesia erinaceus ingår i släktet Calmanesia och familjen Armadillidae. Inga underarter finns listade i Catalogue of Life.